# Conclave de 2025
O Conclave de 2025 aconteceu na Capela Sistina, Cidade do Vaticano, para eleger o 267.º Papa da Igreja Católica Apostólica Romana, sucedendo o Papa Francisco, que morreu em 21 de abril de 2025. Este foi o terceiro conclave no terceiro milênio, após os conclaves de 2005 e 2013.
Ocorreu 17 dias após a sede vacante. Os cardeais eleitores foram convocados para o Vaticano logo após a comunicação oficial da morte do Papa Francisco. Segundo anunciado pelo Vaticano, o conclave começou em 7 de maio de 2025, tendo sido finalizado no dia seguinte, 8 de maio. Foi eleito o cardeal Robert Francis Prevost, que escolheu o nome de Leão XIV.

## Antecedentes

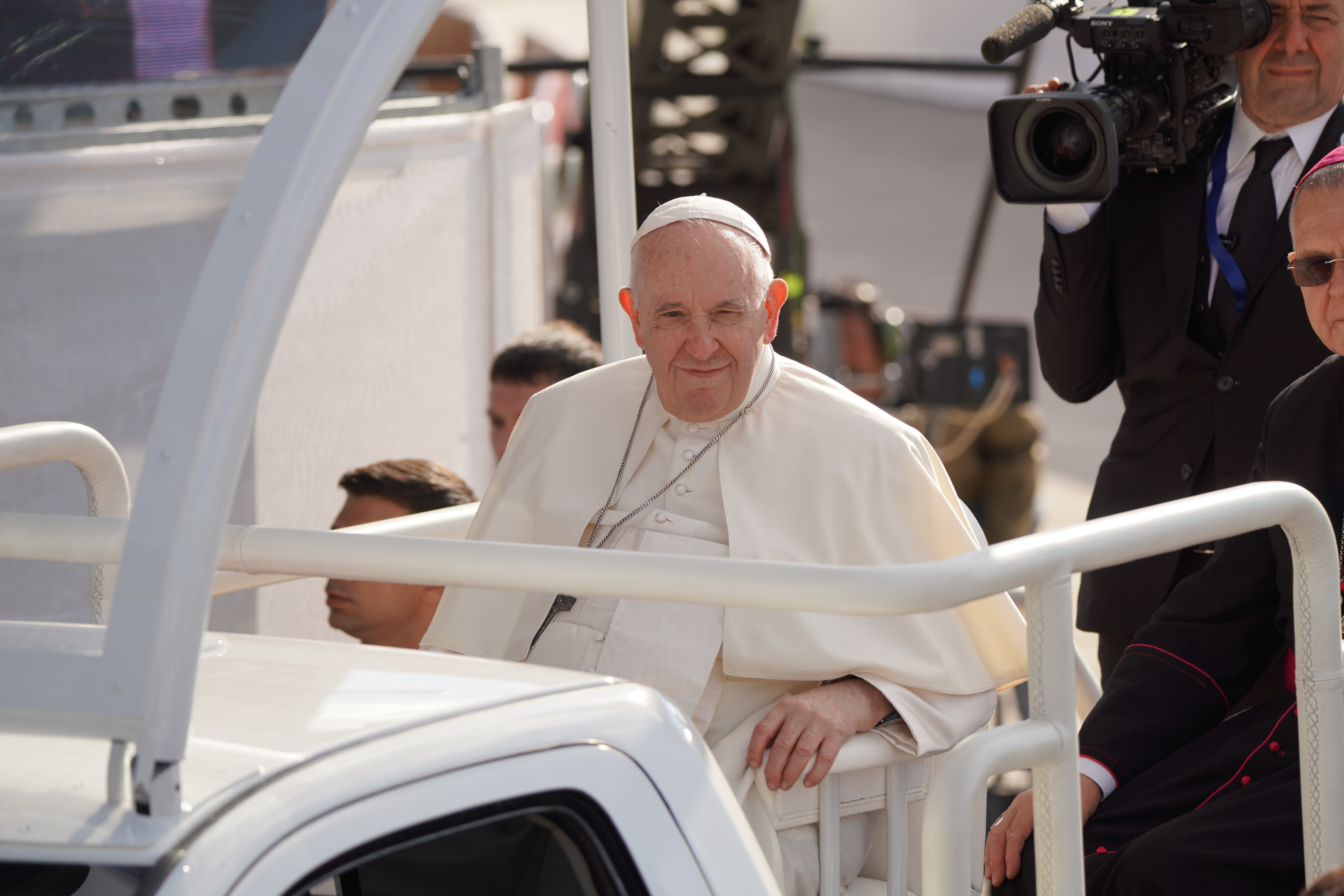
Papa Francisco, que morreu em 21 de abril de 2025

Especulações sobre um possível conclave começaram em fevereiro de 2025, quando o Papa Francisco foi diagnosticado com pneumonia bilateral. Ele morreu em 21 de abril de 2025, aos 88 anos, um dia após celebrar a bênção Urbi et Orbi no domingo de Páscoa. A sede vacante iniciou-se imediatamente, com o camerlengo Kevin Joseph Farrell assumindo a administração temporária da Santa Sé e organizando os ritos fúnebres de 22 de abril de 2025 a 30 de abril de 2025.
Durante a sede vacante, os cardeais realizaram Congregações Gerais, presididas por Pietro Parolin, para discutir questões teológicas e administrativas, e Congregações Particulares, lideradas pelo camerlengo com três cardeais sorteados, para assuntos logísticos. As Congregações Gerais ocorreram de 22 de abril de 2025 a 4 de maio de 2025, resultando na definição do início do conclave para 7 de maio de 2025, conforme permitido pelo Motu proprio do Papa Bento XVI de 2013.

### Juramento dos oficiais e funcionários
Em 5 de maio de 2025, às 17h30, na Capela Paulina do Palácio Apostólico Vaticano, ocorreu o juramento dos oficiais e funcionários do Conclave de 2025, conforme a Universi Dominici Gregis. Eclesiásticos e leigos, como o secretário do Colégio Cardinalício, médicos e seguranças, juraram sigilo perante o cardeal Camerlengo Kevin Joseph Farrell.

### MissaPro Eligendo Pontifice
A missa Pro Eligendo Romano Pontifice (para a eleição do pontífice) foi realizada na Basílica de São Pedro, na manhã de 7 de maio de 2025, com o objetivo de preparar espiritualmente o Colégio Cardinalício para a eleição do novo Papa, invocando a orientação do Espírito Santo. Foi presidida pelo cardeal Giovanni Battista Re, decano do Colégio Cardinalício, que não participa do conclave por ter mais de 80 anos.
| “                                                   | Estamos aqui para invocar a ajuda do Espírito Santo, para implorar sua luz e sua força, a fim de que seja eleito o Papa de que a Igreja e a humanidade precisam neste momento tão difícil e complexo da história. | ” |
| — Parte da homilia do cardeal Giovanni Battista Re, | |   |

### Procissão, juramento eextra omnes
Após a missa Pro Eligendo Romano Pontifice, os cardeais reuniram-se em oração na Capela Paulina e seguiram em procissão até a Capela Sistina, onde, um a um, prestaram o juramento de sigilo antes do início do conclave.
| “                                                                              | Et ego, N.(primeiro nome do cardeal), Cardinális N.(sobrenome), spóndeo, vóveo ac iuro. Sic me Deus ádiuvet et hæc Sancta Dei Evangélia, quæ manu mea tango. | ” |
| — Juramento realizado por cada cardeal, em latim, antes do início do Conclave, | |   |

| “                                                           | Eu, (primeiro nome do cardeal), Cardeal (sobrenome), prometo, me obrigo e juro. Que Deus me ajude, e também estes Santos Evangelhos, que toco com a minha mão. | ” |
| — Tradução literal do juramento realizado por cada cardeal, | |   |

Após o juramento, o Mestre das Celebrações Litúrgicas Pontifícias, Diego Giovanni Ravelli, pronunciou o extra omnes — palavras que indicam a saída de todos os que não são cardeais eleitores da Capela Sistina. As portas da capela foram então fechadas.

## Regras eleitorais
O conclave é regido pela Constituição apostólica Universi Dominici Gregis (1996), complementada pelos Motu proprio de Papa Bento XVI (2007 e 2013) e pelo Código de Direito Canônico. Os cardeais eleitores permanecem em clausura na Capela Sistina para as votações e hospedam-se na Casa de Santa Marta, sem acesso a televisão, rádio ou telefone.
Cada cardeal eleitor tem direito a um voto, independentemente de sua ordem cardinalícia. Abstenções e votos em si próprio não são permitidos. Os votos são secretos, registrados em cédulas (com a inscrição na parte superior Eligo in summum pontificem ou Elejo como Sumo Pontífice e o espaço para o nome do escolhido), com recomendação de disfarçar a letra e depositados em uma urna. Três cardeais são escolhidos para a contagem dos votos. Após a contagem, os boletins são cosidos e queimados, produzindo fumaça negra (votação inconclusiva) ou fumaça branca (eleição concluída), visível na Praça de São Pedro. A eleição exige uma maioria de dois terços dos votos dos presentes. No primeiro dia, há apenas uma votação. Nos dias seguintes, ocorrem duas votações matutinas e duas vespertinas. Se após quatro dias não houver escolha, o quinto dia é reservado para oração e reflexão, com votações retomadas em ciclos de três dias e um de oração. Após 34 votações sem resultado, apenas os dois cardeais mais votados são elegíveis, mantendo-se a maioria de dois terços.
Após a Sétima Congregação Geral, foi definido que 133 dos 135 cardeais eleitores participariam, exceto Antonio Cañizares Llovera e John Njue, ausentes por motivos de saúde. O cardeal Giovanni Angelo Becciu renunciou à participação, respeitando a vontade do Papa Francisco.

## Condução do Conclave
| Cargo                                                                                        | Imagem | Nome                     | País                 | Nascimento             | Condição |
| -------------------------------------------------------------------------------------------- | ------ | ------------------------ | -------------------- | ---------------------- | -------- |
| Cardeal decano                                                                               |        | Giovanni Battista Re     | Itália               | 30 de janeiro de 1934  | Emérito  |
| Cardeal vice-decano                                                                          |        | Leonardo Sandri          | Argentina            | 18 de novembro de 1943 | Emérito  |
| 1.º cardeal-bispo eleitor                                                                    |        | Pietro Parolin           | Itália               | 17 de janeiro de 1955  | Eleitor  |
| Cardeal camerlengo                                                                           |        | Kevin Joseph Farrell     | Estados Unidos       | 2 de setembro de 1947  | Eleitor  |
| Vice-camerlengo e secretário                                                                 |        | Ilson de Jesus Montanari | Brasil               | 18 de julho de 1959    | —        |
| 1.º cardeal eleitor                                                                          |        | Vinko Puljić             | Bósnia e Herzegovina | 8 de setembro de 1945  | Eleitor  |
| Cardeal protopresbítero                                                                      |        | Michael Michai Kitbunchu | Tailândia            | 25 de janeiro de 1929  | Emérito  |
| Cardeal protodiácono                                                                         |        | Dominique Mamberti       | França               | 7 de março de 1952     | Eleitor  |
| Pietro Parolin foi o cardeal-bispo eleitor chamado para garantir o funcionamento do conclave |        |                          |                      |                        |          |

## Capacidade eleitoral e presidência
Apenas cardeais com menos de 80 anos na data da sede vacante (21 de abril de 2025) podem votar. Em 21 de abril de 2025, o Colégio dos Cardeais contava com 252 membros, sendo 135 eleitores (menos de 80 anos) e 117 eméritos (80 anos ou mais). A bula Romano Pontifici Eligendo (1975) limita os eleitores a 120, mas a Sétima Congregação Geral confirmou que 133 dos 135 elegíveis participarão, exceto dois ausentes por motivos de saúde.
Qualquer homem batizado, maior de idade e não casado, conforme os preceitos católicos, é elegível para o papado. No entanto, desde o Conclave de 1389, os eleitos têm sido apenas cardeais eleitores. A bula In Nomine Domini (1059) permite a escolha de um candidato de outra igreja, caso não haja um adequado na Igreja Romana.
A presidência do conclave cabe ao decano do Colégio dos Cardeais ou, se este não for eleitor, ao cardeal-bispo eleitor de maior precedência. Como Giovanni Battista Re e Leonardo Sandri têm mais de 80 anos, Pietro Parolin presidiu. Luis Antonio Tagle, o segundo cardeal-bispo eleitor, assumiu funções secundárias na ausência do vice-decano.

## Cardeais eleitores
| Eleitores por região em 21 de abril de 2025 |     |     |
| Itália                                      | 17  | 52  |
| Demais países da Europa                     | 35  | 52  |
| América do Norte / Central                  | 20  | 37  |
| América do Sul                              | 17  | 37  |
| África                                      | 17  | 17  |
| Ásia                                        | 23  | 27  |
| Oceania                                     | 4   | 27  |
| Total                                       | 133 | 133 |

Dos 135 cardeais eleitores, 133 participarão, com duas ausências confirmadas. A distribuição geográfica, baseada em dados do Colégio Cardinalício, é a seguinte:
| Geografia                  | Cardeais | Percentual |
| -------------------------- | -------- | ---------- |
| Itália                     | 17       | 12,78      |
| Demais países da Europa    | 35       | 26,32      |
| América do Norte / Central | 20       | 15,04      |
| América do Sul             | 17       | 12,78      |
| África                     | 17       | 12,78      |
| Ásia                       | 23       | 17,29      |
| Oceania                    | 4        | 3,01       |
| Total                      | 133      | 100        |

Eleitores por país:
- 17 eleitores: Itália
- 10 eleitores: Estados Unidos
- 7 eleitores: Brasil
- 6 eleitores: Espanha
- 5 eleitores: França
- 4 eleitores: Argentina, Canadá, Índia, Polônia, Portugal
- 3 eleitores: Alemanha, Filipinas, Reino Unido
- 2 eleitores: Costa do Marfim, Equador, Japão, México, Suíça
- 1 eleitor: África do Sul, Argélia, Austrália, Bélgica, Burquina Fasso, Cabo Verde, Chile, Colômbia, Coreia do Sul, Croácia, Cuba, Etiópia, Gana, Guatemala, Guiné, Haiti, Hong Kong, Hungria, Indonésia, Irã, Iraque, Israel, Lituânia, Luxemburgo, Madagascar, Malásia, Malta, Mongólia, Myanmar, Nicarágua, Nigéria, Nova Zelândia, Países Baixos, Papua-Nova Guiné, Paquistão, Paraguai, Peru, Quênia, República Centro-Africana, República Democrática do Congo, Ruanda, Sérvia, Singapura, Sri Lanka, Sudão do Sul, Suécia, Tailândia, Tanzânia, Timor-Leste, Tonga, Uruguai

## Ausências
Duas ausências foram confirmadas, dos cardeais Antonio Cañizares Llovera e John Njue, ambos por motivo de saúde.

## Tendências do conclave

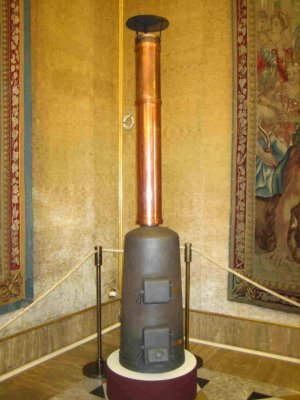
A chaminé e o incinerador utilizados na Capela Sistina para queima dos votos.

Após o longo pontificado de Francisco (2013–2025), os cardeais poderiam ter optado por um papa mais velho para um pontificado de transição, como ocorreu no Conclave de 2005 com Papa Bento XVI. Alternativamente, a diversidade do Colégio Cardinalício, com eleitores de 71 países, aumentou a possibilidade de um papa não europeu, refletindo a crescente presença católica na África, Ásia e América Latina, onde vivem 52% dos católicos.
Cerca de 80% dos eleitores foram nomeados por Francisco, sugerindo uma inclinação para a continuidade de sua abordagem pastoral e reformista. No entanto, divisões entre facções conservadoras e progressistas podem influenciar a escolha. A habilidade em italiano, essencial para a administração da Cúria Romana, e a experiência pastoral em grandes dioceses são fatores relevantes.

## Especulações epapabili
Especulações sobre o sucessor de Francisco intensificaram-se em 2024, com sua saúde fragilizada. Os cardeais podem eleger qualquer homem batizado e não casado, mas desde 1389 escolhem um cardeal eleitor. Observadores destacam alguns como papabili, embora a eleição de um não papabile seja comum, como Papa João XXIII (1958), Papa João Paulo I e Papa João Paulo II (1978). Entre os mais citados estão:
- Pietro Parolin (Itália), Secretário de Estado, conhecido por sua diplomacia;
- Matteo Maria Zuppi (Itália), Arcebispo de Bolonha, notado por sua pastoral e mediação em conflitos;
- Robert Sarah (Guiné), ex-Prefeito da Congregação para o Culto Divino, associado a posturas conservadoras;
- Luis Antonio Tagle (Filipinas), Pró-Prefeito do Dicastério para a Evangelização, próximo aos pobres.

Outros cardeais mencionados incluem:
- José Tolentino de Mendonça (Portugal), prefeito do Dicastério para a Cultura e a Educação;
- Pierbattista Pizzaballa (Itália), Patriarca Latino de Jerusalém.

Edward Pentin, em The Next Pope (2020), listou 19 papabili, alguns dos quais ultrapassaram 80 anos e não votariam, mas poderiam ser eleitos:
| País                                                                                     | Nome                              | Cargo                                                                                     | Idade | Ref. | Notas                                                                |
| ---------------------------------------------------------------------------------------- | --------------------------------- | ----------------------------------------------------------------------------------------- | ----- | ---- | -------------------------------------------------------------------- |
| Itália                                                                                   | Angelo Bagnasco                   | Arcebispo emérito de Gênova                                                               | 82‡   |      | Também papabile em 2013.                                             |
| Estados Unidos                                                                           | Raymond Leo Burke                 | Prefeito Emérito do Supremo Tribunal da Assinatura Apostólica                             | 77    |      | Teve apartamento e salário rescindidos após conflitos com Francisco. |
| Chéquia                                                                                  | Dominik Duka, O.P.                | Arcebispo emérito de Praga                                                                | 82‡   |      |                                                                      |
| Países Baixos                                                                            | Willem Jacobus Eĳk                | Arcebispo de Utrecht                                                                      | 72    |      |                                                                      |
| Hungria                                                                                  | Péter Erdő                        | Arcebispo de Esztergom-Budapeste e Primaz da Hungria                                      | 73    |      | Também papabile em 2013.                                             |
| Alemanha                                                                                 | Gerhard Ludwig Müller             | Prefeito emérito da Congregação para Doutrina da Fé                                       | 77    |      |                                                                      |
| África do Sul                                                                            | Wilfrid Fox Napier, O.F.M.        | Arcebispo emérito de Durban                                                               | 84‡   |      |                                                                      |
| Estados Unidos                                                                           | Sean Patrick O'Malley, O.F.M.Cap. | Arcebispo emérito de Boston e Presidente da Pontifícia Comissão para a Tutela dos Menores | 81    |      | Também papabile em 2013.                                             |
| Canadá                                                                                   | Marc Ouellet, P.S.S.              | Prefeito emérito do Dicastério para os Bispos                                             | 81‡   |      | Também papabile em 2013.                                             |
| Brasil                                                                                   | Sérgio da Rocha                   | Arcebispo de São Salvador da Bahia e Primaz do Brasil                                     | 65    |      |                                                                      |
| Itália                                                                                   | Pietro Parolin                    | Secretário de Estado                                                                      | 70    |      |                                                                      |
| Itália                                                                                   | Mauro Piacenza                    | Penitenciário-mor do tribunal da Penitenciária Apostólica                                 | 80‡   |      |                                                                      |
| Sri Lanka                                                                                | Malcolm Ranjith                   | Arcebispo de Colombo                                                                      | 77    |      |                                                                      |
| Itália                                                                                   | Gianfranco Ravasi                 | Presidente Emérito da Pontifícia Comissão de Arqueologia Sacra                            | 82‡   |      | Também papabile em 2013.                                             |
| Guiné                                                                                    | Robert Sarah                      | Prefeito-emérito da Congregação para o Culto Divino e Disciplina dos Sacramentos          | 80    |      |                                                                      |
| Áustria                                                                                  | Christoph Schönborn, O.P.         | Arcebispo emérito de Viena                                                                | 80‡   |      | Também papabile em 2013.                                             |
| Itália                                                                                   | Angelo Scola                      | Arcebispo emérito de Milão                                                                | 83‡   |      | Também papabile em 2013.                                             |
| Filipinas                                                                                | Luis Antonio Tagle                | Pró-Prefeito do Dicastério para a Evangelização                                           | 68    |      |                                                                      |
| Gana                                                                                     | Peter Turkson                     | Chanceler da Pontifícia Academia das Ciências                                             | 76    |      | Também papabile em 2013.                                             |
| Itália                                                                                   | Matteo Maria Zuppi                | Arcebispo de Bolonha e Presidente da Conferência Episcopal da Itália.                     | 69    |      |                                                                      |
| ‡ Este cardeal tem mais de 80 anos e não participou do conclave, mas poderia ser eleito. |                                   |                                                                                           |       |      |                                                                      |

## Conclave

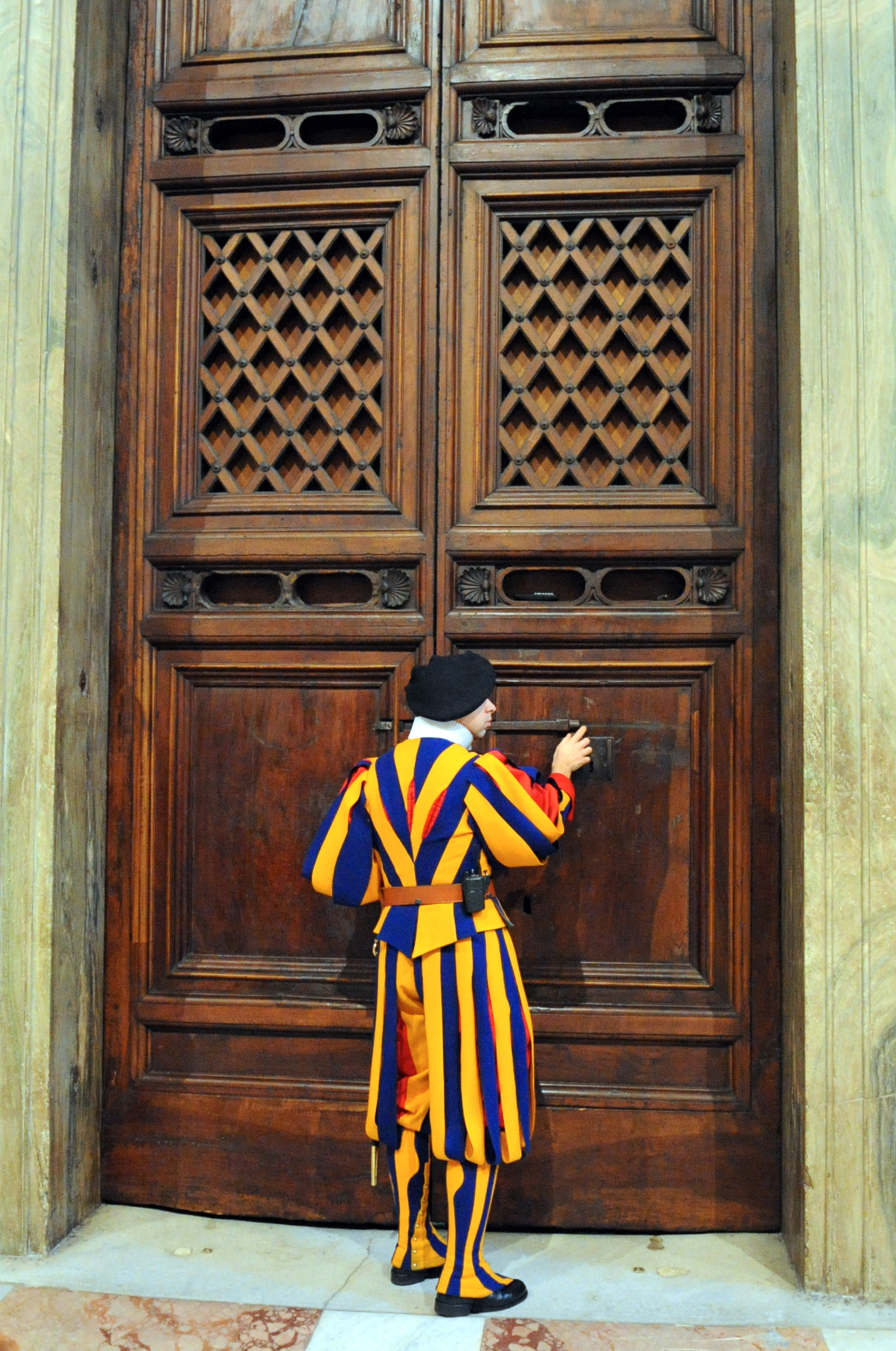
As portas que conduzem à Capela Sistina (fotografada em 2014) foram fechadas às 17h46 do dia 7 de maio

### 7 de maio
Em 7 de maio, o conclave para eleger o sucessor de Francisco teve início. A missa pro eligendo Pontifice foi celebrada às 10h (CEST) na Basílica de São Pedro, presidida pelo cardeal Giovanni Battista Re, decano do Colégio dos Cardeais. Em 5 de maio, todo o pessoal de apoio, incluindo sacristãos, equipe médica, operadores de elevadores e o diretor de segurança do Vaticano, prestou juramento de sigilo.
Às 16h30, o conclave começou oficialmente com uma oração na Capela Paulina, seguida pela procissão dos 133 cardeais eleitores até a Capela Sistina. Lá, foi entoado o hino Veni Creator Spiritus, e os cardeais prestaram juramento de segredo. Cada cardeal, em ordem de antiguidade, jurou sobre os Evangelhos em latim:
> Et ego [nome próprio] Cardinalis [sobrenome] spondeo, voveo ac iuro. Sic me Deus adiuvet et haec Sancta Dei Evangelia, quae manu mea tango.
Tradução: "E eu, [nome] Cardeal [sobrenome], prometo, juro e asseguro. Que Deus me ajude e estes Santos Evangelhos que toco com minha mão." Alguns cardeais usaram formas latinas de seus nomes.
Às 17h46, Diego Ravelli, mestre das celebrações litúrgicas, pronunciou o extra omnes, ordenando que todos os não eleitores deixassem a Sistina, e as portas foram fechadas. O cardeal Raniero Cantalamessa conduziu uma meditação de 45 minutos, exortando os cardeais a seguir a "reta via" e cumprir a vontade de Deus.
A primeira votação ocorreu, mas não alcançou a maioria de dois terços, resultando em fumata nera (fumaça preta) às 21h01. Até 45.000 fiéis estavam na Praça de São Pedro às 18h40.

### 8 de maio

#### Sessão da manhã
O segundo dia do conclave começou com duas votações, às 10h30 e 12h. Nenhuma alcançou a maioria de dois terços, resultando em fumaça preta às 11h51. As cédulas de ambas as votações foram queimadas juntas, conforme o procedimento usual. Após as votações, os cardeais retornaram à Domus Sanctae Marthae para almoçar, com nova votação marcada para as 16h30.

#### Sessão da tarde
Na terceira sessão de votação do conclave de 2025, o novo Papa foi eleito. A fumaça branca apareceu da chaminé da Capela Sistina por volta das 18h08, indicando que a maioria de dois terços necessária foi alcançada.

#### Anúncio
Às 19h14, foi anunciado o nome do escolhido: Robert Francis Prevost, Papa Leão XIV (Leo Decimus Quartus), primeiro Papa estadunidense e membro da Ordem de Santo Agostinho da história.